# Budynek Poczty w Tarnowskich Górach
Budynek Poczty w Tarnowskich Górach – zabytkowy budynek znajdujący się przy ul. Marszałka Józefa Piłsudskiego w Tarnowskich Górach.

## Historia
Tarnogórska poczta na przestrzeni dziejów miała wiele siedzib. Pierwszą z nich był budynek u zbiegu obecnej ulicy Opolskiej i ul. ks. Wajdy. Następnie do 1850 roku poczta mieściła się przy Krakowskiej 7, a do 1860 siedzibą instytucji był dom przy ul. Górniczej 5, po czym pocztę przeniesiono na Nowy Rynek 6 (Neuring, obecnie pl. Żwirki i Wigury). Od 1883 r. urząd rozpoczął działalność pod nr. 9 przy tym samym placu, w nowo wybudowanym gmachu na rogu Neuringu i Wilhelmstraße (obecnej ul. Piastowskiej).
W 1908 roku rozpoczęto budowę urzędu pocztowego na kupionej od miasta za 44 tysiące marek parceli przy obecnej ul. Marszałka Józefa Piłsudskiego, wówczas Bahnhofstraße. Projekt budynku stworzył architekt Hane z Berlina. Prace budowlane, wykonywane pod kierunkiem architekta Kleinfelda, pochłonęły 180 tysięcy marek. Potężny, dwukondygnacyjny budynek w stylu neobaroku z elementami secesyjnymi, oddany do użytku w listopadzie 1909 roku.
Obiekt wpisano do rejestru zabytków 30 kwietnia 1996 (nr rej. A/1632/96) .

## Architektura
Budynek neobarokowy z elementami secesji. Fasada podzielona na pięć części z trzema lekko wysuniętymi ryzalitami (dwa boczne z trójkątnymi frontonami). Rzędy okien rozdzielone lizenami, w dachu dwa okna mansardowe.
Wejście główne wiedzie przez ozdobny portal z piaskowca do hali głównej. Wnętrze poczty zdobiły niegdyś herby Tarnowskich Gór i innych śląskich miast, z którymi poczta utrzymywała połączenia: Bytomia, Królewskiej Huty, Katowic, Gliwic i Wrocławia. Dziś z dawnego wystroju pozostały jedynie drobne elementy secesyjnej okładziny z zielonych kafli. Oprócz głównej hali na parterze znajdowały się jeszcze pokoje listonoszów, biuro inspektora poczty, kancelaria, sortownia i inne pomieszczenia. Na pierwszym piętrze zlokalizowano mieszkanie służbowe dyrektora oraz centralę telefoniczną i telegraficzną.